# Сверхдоминирование
Сверхдоминирование — это явление преимущества класса гетерозигот по сравнению с возможными для данного гена и аллелей классами гомозигот.

## Общая характеристика явления и примеры
Фенотипически, как правило, в случае сверхдоминирования гетерозиготы не обладают особыми внешними признаками. Преимущество связано с биохимическими особенностями.
Одним из характерных примеров сверхдоминирования является повышенная частота аллеля гена серповидноклеточной анемии в популяциях человека, живущих в условиях высокой вероятности заражения малярией. Мутантный аллель защищает организм от заболевания малярией. Гомозиготы по нормальному аллелю могут заболеть малярией и погибнуть, гомозиготы по мутантному аллелю — с высокой вероятностью гибнут от анемии. Гетерозиготы по этому гену не болеют серповидноклеточной анемией и устойчивы к малярии.
Преимущество гетерозигот так же показано по многим генам и у многих организмов. Для Drosophila melanogaster показаны эффекты сверхдоминирования по гену алкогольдегидрогеназы в лабораторных популяциях.
В ряде случаев аллель гена, с которым связано сверхдоминирование, является рецессивно летальным и поддерживается в популяции за счёт преимущества гетерозигот. К таким случаям относится, например, система летальных аллелей гена lethal giant larvae. Гетерозиготы, имеющие нормальный и мутантный вариант этого гена, в ряде случаев, характеризуются повышенной жизнеспособностью.

## Сверхдоминирование и сегрегационный груз
Как и всякое явление, приводящее к изменению приспособленности особей в популяциях, сверхдоминирование связано с генетическим грузом. Более приспособленные гетерозиготные организмы при скрещивании как между собой, так и с представителями других генетических классов должны давать менее приспособленное потомство. Генетический груз, связанный с поддержанием генетического разнообразия в популяции при сверхдоминировании называется сегрегационным.
Крайним случаем сверхдоминирования, является полная нежизнеспособность гомозигот. Такие ситуации характерны для лабораторных популяций Drosophila melanogaster несущих сбалансированные летали. Очевидно, что в этом случае при скрещивании гетерозигот между собой половина потомства будет относиться к нежизнеспособным генотипическим классам. Рассмотрим гипотетический случай, когда число генов, для которых имеет место сверхдоминирование велико и сверхдоминирование настолько сильно, что гомозиготы по любому из генов нежизнеспособны. Тогда плодовитость особей в популяции должна быть очень велика, чтобы компенсировать убыль популяции за счёт выщепления особей нежизнеспособных генотипических классов. Для каждого из таких сверхдоминантных генов расщепление приводит к нежизнеспособности половины потомства. Для 10 генов жизнеспособной будет только 1/1024 часть потомков.
Следствием из модели является то, что в природных популяциях сверхдоминирование не может одновременно давать больших преимуществ гетерозиготам и распространяться на большое число генов. Иначе платой за повышенную приспособленность части особей будет необходимость в поддержании плодовитости на недостижимом уровне.